# Drepanoctonus tricoloratus
Drepanoctonus tricoloratus là một loài tò vò trong họ Ichneumonidae.